# Ager Gallicus

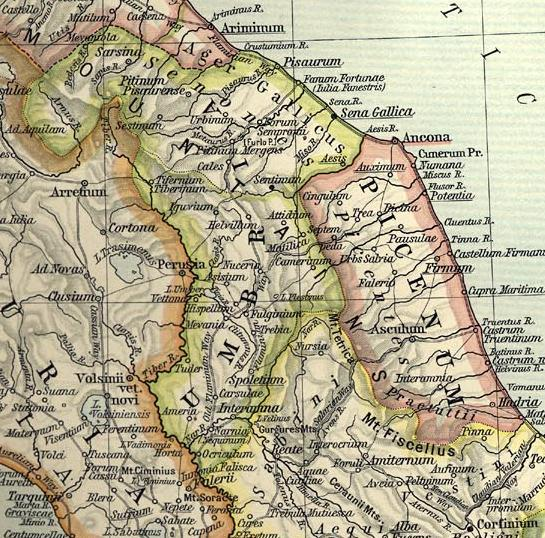
Mapa de la Regio V Picenum y Regio VI Umbria.

Ager Gallicus fue el territorio conquistado por Roma a los galos senones en los inicios del siglo III a. C. después de la batalla de Sentino (295 a. C.), y entró a formar parte del dominio romano. Originariamente habitado por el 
pueblo itálico de los picenos, después de la invasión de los galos senones del siglo IV a. C., estaba poblado por una mezcla de picenos y galos. Por este motivo también se denominaba Ager Gallicus Picenus.

## Historia
Este territorio corresponde actualmente a la parte septentrional de la región italiana de Las Marcas situada al norte del río Esino y a la parte meridional de la actual provincia de Rimini.
Los romanos, para controlar el Ager Gallicus, fundaron sobre la costa la colonia romana de Sena Gallica (Senigallia, construida alrededeor del 284 a. C. con el estatus de colonia civium Romanorum), además de las colonias de Ariminum (Rimini), Pisaurum (Pesaro) y Fanum Fortunae (Fano).
En el 232 a. C., la Lex Flaminia de agro Gallico et Piceno viritim dividundo ("Ley Flaminia sobre el territorio galico y piceno de dividirse individualmente"), impulsada por Cayo Flaminio, organizó la administración territorial, creando una red de praefecturae que, desde el principio del siglo I a. C., tras la guerra Social y el otorgamiento de la plena ciudadanía romana a todos los habitantes libres de la Italia peninsular a través de la Lex Plautia Papiria, pasaron a ser municipia, entre los cuales se recuerdan Aesis (Jesi), Suasa (Castelleone di Suasa), Ostra (Ostra) y Forum Sempronii (Fossombrone).
La construcción de la Vía Flaminia en el 220 a. C. que atravesaba el ager a lo largo del valle del Metaurus (Metauro) influenció los equilibrios de este territorio que se encontraba ahora directamente ligado a la Urbe por esta importante vía consular.
Después de la reorganización administrativa augustea (siglo I a. C.) de la península itálica, el Ager Gallicus fue unificado con Umbría y entró a formar parte de la Regio VI Umbria et Ager Gallicus de la Italia romana, mientras, con la reorganización administrativa de Italia efectuada por Diocleciano en el 297 d. C., el ex Ager Gallicus fue separado de Umbria y fue unido al Piceno, constituyendo la subdivisión de la Italia Suburbicaria denominada Flaminia et Picenum. 
Sucesivamente, bajo el emperador Teodosio I, la subdivisión precedente fue restaurada: el territorio al sur del río Esino fue denominado Picenum Suburbicarium, y anexionado al territorio situado al norte del río y denominándo Flaminia et Picenum Annonarium. Con esta nueva denominación el término Piceno indicó por primera vez también al territorio al norte del Esino, probablemente para recordar el hecho que el Ager Gallicus, antes de la invasión de los galos senones, fue habitado por los picenos.

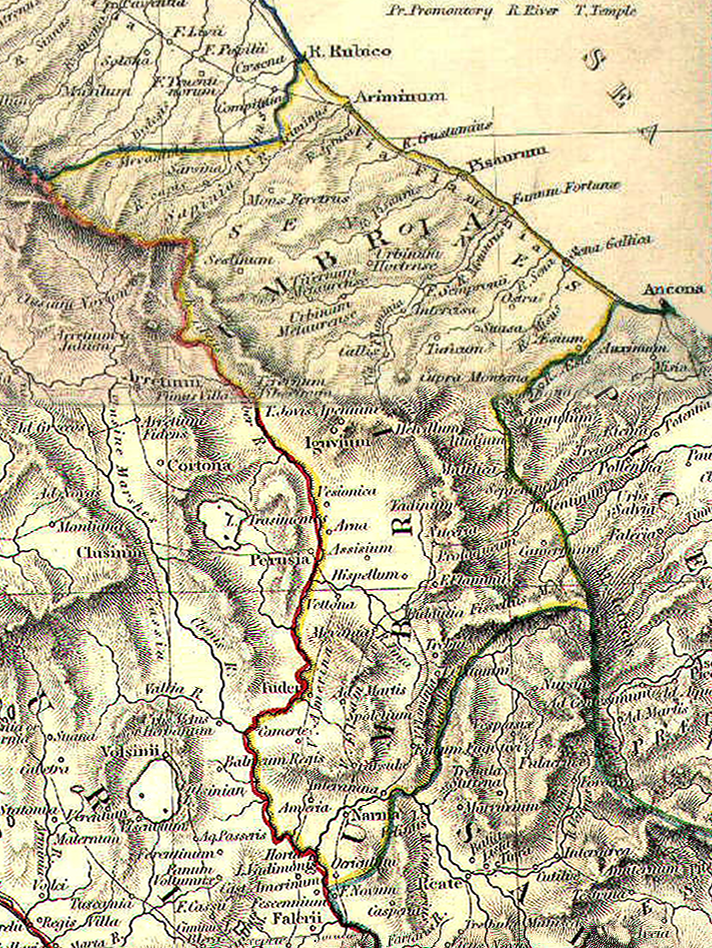
Mapa de la Regio VI Umbria et Ager Gallicus.